# Есембеков, Палуан
Палуа́н Есембе́ков (1915, Аулиеатинский уезд, Сырдарьинская область, Туркестанский край, Российская империя — 1954, Таласский район, Джамбулская область, Казахская ССР) — старший чабан колхоза имени Ленина Таласского района Джамбулской области, Казахская ССР. Герой Социалистического Труда (1948).

## Биография
Родился в 1915 году в крестьянской семье в одном из сельских населённых пунктов Аулиеатинского уезда. Получил начальное образование. С раннего возраста трудился в сельском хозяйстве. Во время коллективизации вступил в 1929 году в сельскохозяйственную артель (позднее — колхоз имени Ленина Таласского района), где трудился чабаном до призыва на срочную службу в Красную Армию. В 1939—1940 годах участвовал в Советско-финской войне и с 1941 года — в Великой Отечественной войне. Воевал в составе 175-го стрелкового полка. В сентябре 1941 года получил тяжёлое ранение. После излечения в госпитале комиссовался и возвратился в родной колхоз, где продолжил трудиться чабаном. В январе 1945 года призван в трудовую армию. В послевоенное время был назначен старшим чабаном.
В 1947 году вместе с женой Урзадой вырастил 500 ягнят от 400 курдючных овцематок. Средний вес ягнёнка к отбивке составил 40 килограммов. Указом Президиума Верховного Совета СССР от 23 июля 1948 года удостоен звания Героя Социалистического Труда за «получение высокой продуктивности животноводства в 1947 году» с вручением ордена Ленина и золотой медали «Серп и Молот» (№ 2510).
Зимой 1951 года вместе с отарой попал в снежный буран, который продолжался двое суток. Спас отару, беспрестанно сгоняя овец в тесный круг, но сам серьёзно заболел. Скоропостижно умер от болезни в 1954 году.